# Maechidius froggati
Maechidius froggati är en skalbaggsart som beskrevs av Macleay 1888. Maechidius froggati ingår i släktet Maechidius och familjen Melolonthidae. Inga underarter finns listade i Catalogue of Life.